# Johan van Valckenburgh
Johan (Jan) van Valckenburgh (* um 1575; † 1625 in Voorburg, heute Leidschendam-Voorburg) war ein niederländischer Ingenieur, der vor allem als Festungsbaumeister bekannt wurde.
1606 wurde er Ingenieur in den Diensten des niederländischen Prinzen Moritz von Oranien wie vor ihm der Festungsbaumeister Johan van Rijswijck. Seine erste große Arbeit als eigenverantwortlicher Ingenieur lieferte er in der Hansestadt Lüneburg ab. Er entwarf 10 bedeutende Festungen, unter anderem auch die Hamburger Wallanlagen (ab 1616), die Bremer Wallanlagen, die Lübecker Bastionärbefestigung (ab 1613), die Rostocker Stadtbefestigung 1624 und den Emder Wall. Die Hansestädte koordinierten dabei ihren jeweiligen Festungsbau zumindest zeitweilig durch den von ihnen gemeinsam beauftragten Militärbefehlshaber Oberst Friedrich Graf zu Solms-Rödelheim. Johan van Valckenburghs Tätigkeit beschränkte sich nicht nur auf Norddeutschland, so zeichnete er unter anderem auch für den Um- und Ausbau der mittelalterlichen Ulmer Stadtbefestigungen zu einer frühneuzeitlichen Bastionärsbefestigung (1617–1619) verantwortlich.

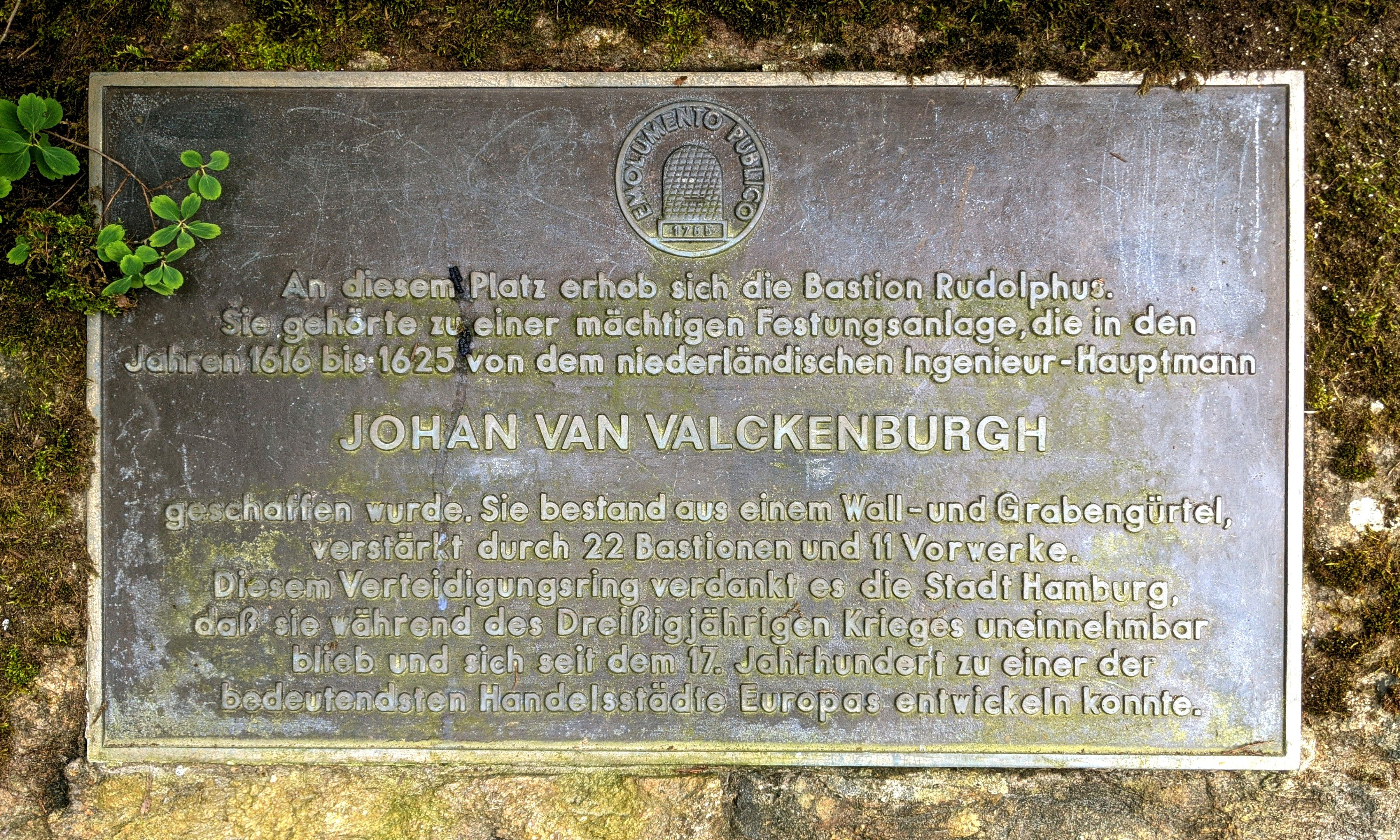
Gedenktafel an den Bau der Hamburger Wallanlagen, errichtet von der Patriotischen Gesellschaft

Der Achtzigjährige Krieg zwischen Spanien und seiner abtrünnigen Provinz, den Niederlanden, war nach jahrelangem Waffenstillstand wieder entbrannt. Johan van Valckenburgh fiel 1625 in Voorburg bei Den Haag im Kampf gegen die Spanier. In Hamburgs Planten un Blomen in den Hamburger Wallanlagen erinnert eine Johan-van-Valckenburgh-Brücke an ihn, ebenso ist im Stadtteil Neustadt seit 1948 die Jan-Valkenburg-Straße nach ihm benannt. Im Ortsteil Huckelriede der Bremer Neustadt findet man die Valckenburghstraße und in Ulm die Valckenburgschule sowie das Valckenburgufer an der Donau.